# 백 오피스
백 오피스(Back office)는 일선 업무 이외에 후방에서 일선 업무를 지원하고 도와주는 부서 또는 그런 업무를 말한다.
특히 증권회사에서 유가증권에 대한 매매 거래가 끝난 후에, 담당 기관이 그 거래를 처리하는 업무 또는 그 과정을 말하기도 하며 후선업무라고도 부른다.

## 같이 보기
- 프런트 오피스